# Troy (entreprise)
Pour les articles homonymes, voir Troy (homonymie).
Troy est un système de paiement par carte créé et exploité par la Banque centrale de la république de Turquie en 2015,,.
Troy permet le paiement par cartes de crédit, par cartes de débit et par cartes prépayées. Troy est le premier et seul système de paiement national de Turquie.

## Histoire et fonctionnement
« TROY » est un acronyme pour « Méthode de paiement de Turquie » en langue turque.
Ce système de paiement national est utilisé comme méthode bancaire électronique permettant la circulation de l’argent entre les banques et les entreprises.
BKM reçoit l'autorisation d'exploitation de la BRSA le 31 mars 2016 pour établir un système de cartes pour les activités de Troy. Elle commence à être acceptée hors de turquie à partir de 2017 à travers le réseau Discover Card (16 %), qui est la troisième marque de carte de crédit aux États-Unis après Visa (48 %) et Mastercard (36 %).

## Institutions financières utilisant Troy
Il existe 28 banques et 20 établissements de Monnaie électronique en Turquie prenant en charge les cartes Troy.
Les banques proposant des cartes de crédit sont les suivantes :Akbank, Alternatif bank, Anadolubank, DenizBank, QNB, Garanti BBVA, Halkbank, Groupe ING, Koweit Turc, Sekerbank, TEB, Turquie Finance, Banque de Turquie, VakıfBank, Yapı Kredi Bankası, Banque Ziraat et la Banque de participation Emlak.
Les banques proposant des cartes de débit sont les suivantes : Akbank, Banque Aktif, Al Baraka Banking Group, Anadolubank, Emlak Katilim, Banque Financière QNB, Garanti BBVA, Halkbank, Groupe ING, Koweit turc, PTT, Sekerbank, TEB, Turquie Finance, Banque de Turquie, VakıfBank, Vakif Katilim, Yapı Kredi Bankası et Banque Ziraat.
Les banques proposant des cartes prépayées sont les suivantes : Banque Aktif, DenizBank, Halkbank, Param, Ininal, Pep, PTT, United Payment, VakıfBank et Garanti BBVA.